# Akademia piękności
Akademia Piękności (ang. Round Numbers) – amerykański film z 1992 roku w reżyserii Nancy Zali.

## Obsada
- Kate Mulgrew – Judith
- Samantha Eggar – Anne
- Shani Wallis – Binky
- Natalie Barish – Grace
- Debra Christofferson – Katie
- Hope Marie Carlton – Mitzie
- Marty Ingels – Al Schweitzer
- Richard Dano (wymieniony w czołówce jako Rick Dano) – Bruce
- Jacque Lynn Colton – Miranda
- Remsen Phillips Kerry – Constance
- Rebecca Forstadt – Recepcjonistka
- S. Rachel Lovey – Kobieta ze sztuczną szczęką
- Elizabeth Holmes – Kobieta biorąca prysznic
- India Allen – Modelka
- Patty Toy – Instruktorka pływania
- Nancy Zala – Doktor Tree
- Allan Mann – Doktor
- Philip Alcazar – Jorge
- Josh Kleinmuntz – Instruktor tenisa
- Mark Baue – Kelner

## Fabuła
Film opowiada historię Judith Schweitzer (Mulgrew), która dowiaduje się o romansie męża. Pod wpływem tej informacji postanawia zrewolucjonizować swój wygląd – zrzuca więc kilka kilogramów, zmienia fryzurę i styl ubierania.